# Zorko Fon
Zorko Fon, slovenski glasbeni pedagog in fotograf, * 12. februar 1913, Tolmin, † (?)

## Življenje in delo
Ljudsko šolo in gimnazijo je končal v rojstnem kraju. Glasbo je študiral na glasbenem konservatoriju v Trstu in Firencah ter v tem času v letih 1936−1938 tudi poučeval na tolminskem učiteljišču. Diplomiral je leta 1940 na konservatoriju v Bolzanu. Po diplomi je bil najprej mobiliziran v italijansko vojsko, kapitulacijo Italije pa je dočakal v taborišču v južni Italiji. Od 1945 je v Gorici v tedanji Coni A služboval na slovenskih šolah, nato na glasbeni šoli v Šempetru pri Gorici in do 1956 v Solkanu, ko je bil zaradi težke pljučne bolezni nato 5 let na bolniškem dopustu. Nato je poučeval v Tolminu, najprej na glasbeni šoli in zadnjih 10 let pred upokojitvijo na pedagoški gimnaziji, kjer je poučeval glasbeno teorijo in vodil pevski zbor.
Fon se je pričel leta 1962 posvečati umetniški fotografiji. Z veliko ljubezni je poslikal mnoge naravne lepote Soške doline, izdelal več sto diapozitivov in vrsto barvnih filmov. Diapozitive je razstavljal v tujini in doma, ter v Jugoslaviji
prejel diplomo fotoamaterja prvega razreda. Njegove fotografije so bile uporabljene na mnogih turističnih reklamnih obvestilih in brošurah. Z odličnimi barvnimi fotografijami je opremil knjigo Dolina Soče (COBISS), sam pa je izdal Soča od izvira do morja. (COBISS). Njegova bibliografija obsega 9 zapisov.